# Hervé Féron
 (octobre 2024).
Si vous disposez d'ouvrages ou d'articles de référence ou si vous connaissez des sites web de qualité traitant du thème abordé ici, merci de compléter l'article en donnant les références utiles à sa vérifiabilité et en les liant à la section « Notes et références ».
Pour les articles homonymes, voir Féron (homonymie).
Hervé Féron, né le 3 août 1956 à Luxeuil-les-Bains (Haute-Saône), est un homme politique français. Il est maire de Tomblaine et député de la deuxième circonscription de Meurthe-et-Moselle de 2007 à 2017.

## Biographie

### Formation et parcours professionnel
Titulaire d’un Diplôme d’État d’éducateur spécialisé et d’un DESS en management public, Hervé Féron commence sa carrière en tant qu’éducateur spécialisé auprès d'enfants et de jeunes en difficulté.[réf. souhaitée] Parallèlement, il s'est investi dans le milieu artistique en tant que musicien, parolier, compositeur, acteur et metteur en scène. Il dirige notamment le groupe folk Terrain Vague de 1979 à 1986, qui mêlait humour et chansons d'inspiration sociale.
De 1987 à 1998, il est chroniqueur d'actualité sur Europe 1, puis sur Radio France.[réf. souhaitée] En 1991, il fonde les Rencontres Théâtrales de Tomblaine, devenues le festival Aux Actes Citoyens dont il est toujours le Directeur artistique.[réf. souhaitée]

### Engagement politique
Hervé Féron entre en politique en 1983, lorsqu'il est élu pour la première fois lors des élections municipales de Tomblaine. Il devient adjoint à la culture en 1991[réf. souhaitée], puis est élu maire de Tomblaine en 2001,. Sous sa direction, la commune connaît plusieurs transformations significatives.[réf. nécessaire] Il est réélu à plusieurs reprises : en 2008, 2014 et 2020. En parallèle de ses fonctions municipales, il est élu député lors des élections législatives de 2007 et réélu en 2012, représentant le groupe socialiste,,,,.
Hervé Féron est également conseiller général de Tomblaine en 1998.[réf. souhaitée] À partir de 2001, il devient vice-président du conseil général de Meurthe-et-Moselle, chargé des thématiques de la jeunesse, de l’éducation populaire et des sports, auxquelles s’ajoute celle de la Famille à partir de 2004.[réf. souhaitée]
Le 31 décembre 2018, avant la diffusion des vœux télévisés d'Emmanuel Macron, il poste un message vidéo dans lequel il étrille le chef de l'État,.
En mai 2024, Féron démissionne de son poste de maire à la suite de désaccords avec la préfecture concernant les conditions d'accueil indignes des migrants et des gens du voyage,,. Il a dénoncé ce qu'il qualifie d'« autoritarisme d'État » dans la gestion des affaires locales,. Cependant, il a été réélu peu après cette démission,.
Hervé Féron est Chevalier des Arts et des Lettres en 2019 à la demande de Jack Lang, et Francis Huster.
Hervé Féron a reçu la troisième Marianne d'or de sa carrière, celle du développement durable le 22 janvier 2025.

### Mandats parlementaires
Élu député de Meurthe-et-Moselle en 2007, il siège à l’Assemblée Nationale au sein du groupe socialiste, radical, citoyen et divers gauche,,. 
Le 1er décembre 2011, il est de nouveau investi, et est réélu sur la 2e circonscription de Meurthe-et-Moselle, lors des législatives de 2012. En 2017, il est à nouveau candidat, mais il est battu dès le premier tour.

## Publications
- Avec Thomas Vescovi, Bienvenue en Palestine, Kairos, 2014, 230 p. (ISBN 979-1092726022)
- Un mur dans le désert, Kairos, 2016, 54 p. (ISBN 979-1092726145)
- Écoutez-nous ! Message du 31 décembre d'un maire au président de la République, Les éditions du net, 2019, 294 p. (ISBN 978-2-312-06437-6)
- Le passeur d’ardoise, Sydney Laurent, 2020, 94 p. (ISBN 979-1032633373)
- Les petits ruisseaux, Verone éditions, 2021, 277 p. (ISBN 979-1028415228)
- J'ai l'oreille qui siffle... (quelqu'un pense à moi ?), Verone éditions, 2021, 129 p. (ISBN 979-1028415259)